# Harriet Hawkins
Pour les articles homonymes, voir Hawkins.
Harriet Hawkins est une géographe britannique née en 1980 et spécialisée en géographie culturelle. Elle est professeure de géographie humaine au Royal Holloway de l'Université de Londres, où elle est la fondatrice et co-directrice du Center for Geo-Humanities (avec Veronica Della Dora) et directrice du programme de formation doctorale Technē Arts and Humanities Research Council (Conseil de recherches en arts et sciences humaines). En 2021, elle est membre du sous-groupe d'experts en géographie et études environnementales pour le Research Excellence Framework (organisme britannique d'évaluation de la recherche). En 2016, elle remporte le prix Philip Leverhulme , et le prix commémoratif Gill de la Royal Geographical Society. En 2019, elle reçoit une bourse de cinq ans du Conseil européen de la recherche, dans le cadre du programme de recherche et d'innovation Horizon 2020. Elle était auparavant présidente du groupe de recherche sur la géographie sociale et culturelle de la Royal Geographical Society .

## Carrière
Harriet Hawkins fait ses études à l'Université de Nottingham, où elle remporte le prix de l'école de géographie et le prix Edwards. Elle y obtient un baccalauréat ès arts en géographie avec mention très bien, une maîtrise en paysage et culture et un doctorat en philosophie. Ce dernier étudie le lien entre les géographies de l'art et les déchets. Il est financé par le Arts and Humanities Research Council (Conseil de recherches en arts et sciences humaines, AHRC) et est supervisé par Stephen Daniels. Après avoir quitté l'Université de Nottingham, elle obtient des bourses de recherche de l'AHRC à l'Université d'Exeter et à l'Université d'Aberystwyth. Elle est ensuite chargée de cours à l'Université de Bristol, avant son arrivée à la Royal Holloway en 2012. Elle y est promue professeur en 2016.
À la Royal Holloway, elle est fondatrice et co-directrice du Centre for the Geo-Humanities avec Veronica Della Dora. Le centre met en relation des chercheurs et des praticiens en arts et sciences humaines, des géographes et le secteur créatif et culturel. Il encourage le travail avec une perspective artistique et un lien avec les sciences humaines sur des questions qui ont une forte résonance géographique, comme l'espace, le lieu, le paysage et l'environnement ,.
Elle est directrice du programme de formation doctorale Technē AHRC qui attribue 60 bourses de doctorat par an dans neuf établissements universitaires de Londres et du sud-est de l'Angleterre, en partenariat avec des organisations telles que l'Historic Royal Palaces, l'Institut des arts contemporains, le Royal National Theatre et le Victoria and Albert Museum,.
Elle est rédactrice en chef de la revue Cultural Geographies  et rédactrice en chef associée de GeoHumanities . Elle a été la Présidente du Groupe de Recherche de Géographie Sociale et Culturelle de la Royal Geographical Society . Elle est actuellement Présidente du groupe d'experts du Royaume-Uni en matière de recherche et d'innovation, Future Leader Fellowships Peer Review College. En 2021, elle est nommée membre du sous-groupe d'experts en géographie et en études environnementales pour l'évaluation du Research Excellence Framework du Royaume-Uni.

## Travaux
Les recherches d'Harriet Hawkins se concentrent sur l'avancement des geo-humanities (humanités numériques en géographie), un domaine qui se situe à la confluence de la géographie et de la pratique des arts et des sciences humaines. Elle explore les aspects géographiques des œuvres d'art et la géographie dans le monde de l'art.
Elle a donné plus de 60 conférences invitées ou plénières dans 16 pays et évalué plus de 30 thèses de doctorat dans neuf pays. En avril 2019, Hawkins réalise la conférence annuelle sur les géographies culturelles, intitulée Going Underground: Creating Subterranean Imaginations, pour la réunion annuelle de l'American Association of Geographers à Washington. En juillet 2020, elle est conférencière plénière à la conférence annuelle de l'Institute of Australian Geographers.
En décembre 2019, Hawkins est sélectionnée avec 301 chercheurs et chercheuses venant de 24 pays dans toutes les disciplines (parmi 2 453 candidatures) pour l'attribution d'une prestigieuse bourse de consolidation du Conseil européen de la recherche. Dans le cadre du programme de recherche et d'innovation Horizon 2020, son projet Thinking Deep - Nouvelles approches créatives de l'underground, est retenu, avec un financement pouvant atteindre 2 millions d'euros ,.

## Distinctions et récompenses

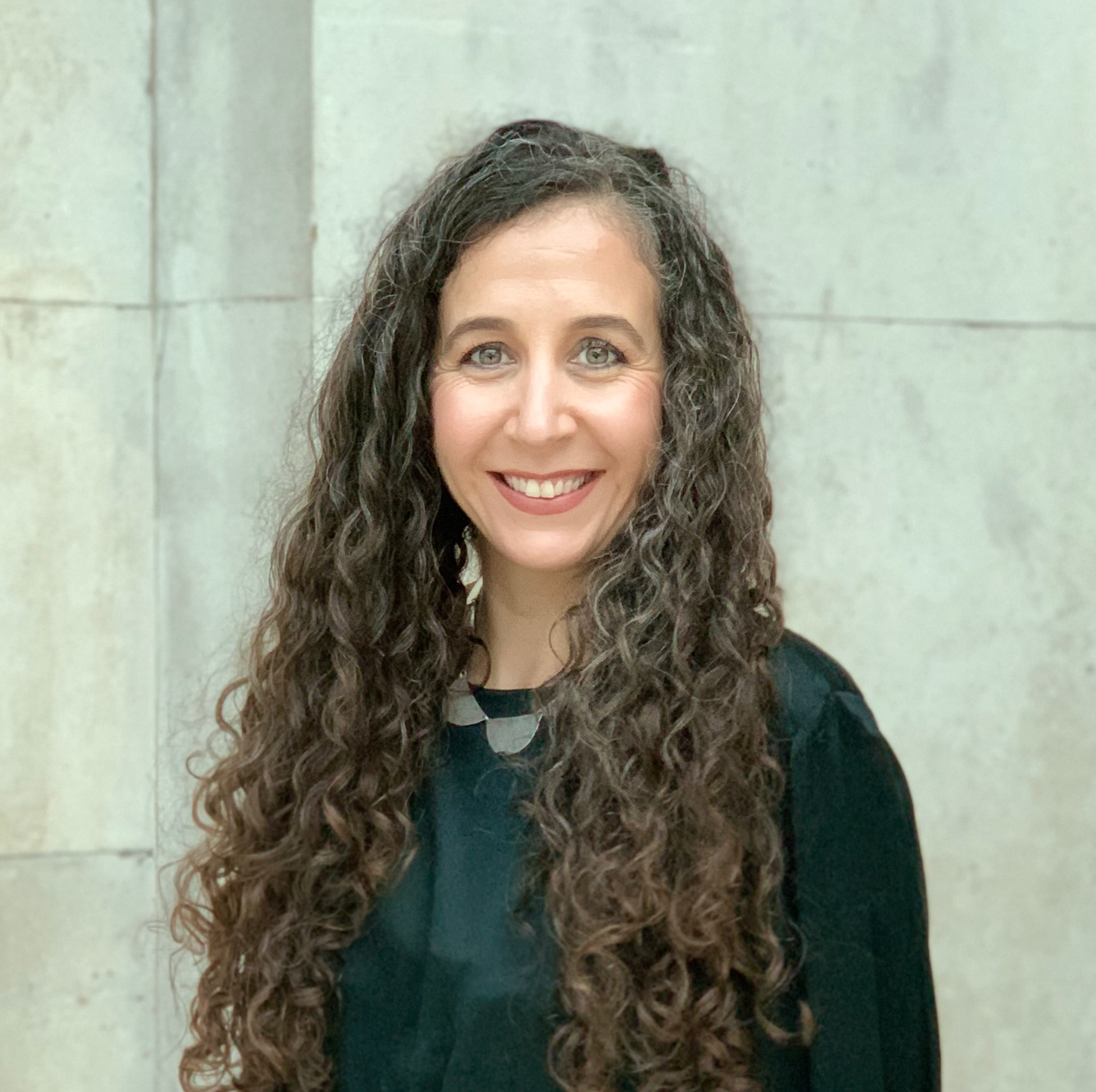
Harriet Hawkins, professeure au Royal Holloway, University of London au British Museum

- Harriet Hawkins, professeure au Royal Holloway, University of London au British MuseumSubvention de consolidation du Conseil européen de la recherche, Thinking Deep - Nouvelles approches créatives de l'underground (2020-2025) [7]
- Conférence annuelle sur les géographies culturelles, Going Underground: Creating Subterranean Imaginations (2019) [19]
- Présidente du groupe de recherche sur la géographie sociale et culturelle de la Royal Geographical Society [3]
- Bourse de leadership AHRC [9]
- Prix Philip Leverhulme (2016) [4]
- Prix commémoratif Gill de la Royal Geographical Society [6]
- Prix Progrès en géographie humaine pour le meilleur article de l'année: Géographie et art. Un champ en expansion: site, corps et pratique (2013) [23]
- Membre de l'Association américaine des géographes (2009) [9]
- Membre de la Royal Geographical Society (2007) [9]

## Sélection de publications
Depuis 2009, Hawkins a réalisé plus de 80 publications évaluées par des pairs, dont :

### Livres
- (en) Geography, Art, Research: Artistic Research in the GeoHumanities, Routledge, 2020 (ISBN 0367558351)
- (en) (éd. avec Laura Price), Geographies of Making, Craft and Creativity, Routledge, 2018 (ISBN 1315296918)
- (en) Creativity, Routledge, 2016 (ISBN 1317604938)
- (en) (éd. avec Elizabeth Straughan), Geographical Aesthetics: Imagining Space, Staging Encounters, Ashgate, 2015 (ISBN 1409448010)
- (en) For Creative Geographies: Geography, Visual Arts and the Making of Worlds, Routledge, routledge 2013 (ISBN 1135139679)

### Articles
- Underground imaginations, environmental crisis and subterranean cultural geographies. Cultural Geographies (2020)
- (W)holes – Volume, Horizon, Surface – Three intimate geologies. Emotion, Space and Society (2019)
- Geography's creative (re)turn: Toward a critical framework. Progress in Human Geography (2018)
- To talk of turns. Three cross-disciplinary provocations for creative turns. Journal of Contemporary Archaeology (2018)
- Creative geographic methods: knowing, representing, intervening. On composing place and page. Cultural Geographies (2015)
- Geography and art. An expanding field: Site, the body and practice. Progress in Human Geography (2013)
- Dialogues and doings: Sketching the relationships between geography and art. Geography Compass (2011)
- 'The argument of the eye'? The cultural geographies of installation art. Cultural Geographies (2010)